# Kęstutis Navickas (polityk)
Kęstutis Navickas (ur. 13 czerwca 1970 w Kownie) – litewski polityk i działacz organizacji pozarządowych, przewodniczący litewskiej koalicji organizacji ekologicznych, w latach 2016–2018 minister środowiska, od 2020 do 2024 minister rolnictwa, poseł na Sejm Republiki Litewskiej.

## Życiorys
W 1988 ukończył szkołę techniczną z dyplomem mechanika. W 1999 został absolwentem historii na Uniwersytecie Wileńskim, a w 2009 uzyskał magisterium z administracji i zarządzania na Uniwersytecie Michała Römera.
Pracował w szkole rzemiosła ludowego i domu wydawniczym, a od 1992 w wydziale dziedzictwa kulturalnego w Kownie. Od 1995 przez kilka lat był przewodniczącym organizacji ekologicznej Atgaja. Od 1998 pracował w litewskim oddziale międzynarodowej organizacji Regionalne Centrum Ekologiczne na Europę Środkową i Wschodnią. W latach 2006–2016 był zatrudniony w Bałtyckim Forum Środowiskowym jako ekspert do spraw zrównoważonego rozwoju i zastępca dyrektora.
13 grudnia 2016 w nowo utworzonym gabinecie Sauliusa Skvernelisa z rekomendacji Litewskiego Związku Rolników i Zielonych objął stanowisko ministra środowiska. Został odwołany z tej funkcji w grudniu 2018.
Pracował później jako zastępca dyrektora w przedsiębiorstwie Vėjo projektai. W 2020 dołączył do Związku Ojczyzny. 11 grudnia 2020 z ramienia TS-LKD został ministrem rolnictwa w powołanym wówczas gabinecie Ingridy Šimonytė.
W kwietniu 2023 objął zwolniony przez Mykolasa Majauskasa mandat posła na Sejm. W sierpniu 2024 zakończył pełnienie funkcji ministerialnej.